# Pandavapura
Pandavapura é uma panchayat (vila) no distrito de Mandya, no estado indiano de Karnataka.

## Geografia
Pandavapura está localizada a 12° 30′ N, 76° 40′ L. Tem uma altitude média de 709 metros (2326 pés).

## Demografia
Segundo o censo de 2001, Pandavapura tinha uma população de 18 236 habitantes. Os indivíduos do sexo masculino constituem 51% da população e os do sexo feminino 49%. Pandavapura tem uma taxa de literacia de 67%, superior à média nacional de 59,5%: a literacia no sexo masculino é de 72% e no sexo feminino é de 62%. Em Pandavapura, 12% da população está abaixo dos 6 anos de idade.